# Прапор Сколівського району
Пра́пор Ско́лівського райо́ну — офіційний символ Сколівського району Львівської області, затверджений 16 грудня 2003 року рішенням № 150 сесії Сколівської районної ради. Автор — А. Б. Гречило.24 квітня 2012 р. Сколівською районною радою рішенням № 204 внесено зміни до рішення № 150 від 16 грудня 2003 р. «Про затвердження великого і малого гербів, хоругви Сколівського району»

## Опис
Прапор являє собою прямокутне полотнище зі співвідношенням сторін 2:3, що складається з п'яти клиноподібних частин: зеленої, жовтої, синьої, жовтої, зеленої. На центральному синьому клині розміщена жовта бойківська розетка, бокові клини зеленого кольору з контурами ялини.